# 早稲田大学雄弁会
早稲田大学雄弁会（わせだだいがくゆうべんかい）は、1902年設立の早稲田大学の弁論クラブである。OBの多くが政治家や記者となるため、政治家の登竜門的な位置付けとして取られることが多い。出身者から5人の内閣総理大臣を輩出している。なお、公式には政治家志望の学生の親睦団体ではないため、早稲田大学卒業の政治家の中で同会非出身者も多くいる。

## 沿革
- 1884年（明治17年） - 足尾銅山鉱毒事件による学生運動から、前身の同攻会が発足。
- 1902年（明治35年） - 早稲田大学雄弁会発足。大学創設者の大隈重信が雄弁会総裁に就任。顧問に高田早苗博士、会長に安部磯雄教授を戴く。
- 1923年（大正12年） - 軍事研究団を解散に追い込む（浅沼稲次郎、戸叶武、稲村隆一らが活躍）。
- 1929年（昭和04年） - 会長不在の雄弁会消滅[1]。
- 1945年（昭和20年） - 学生雄弁会および弁論部結成[2]。
- 1946年（昭和21年） - 学生雄弁会と弁論部が統合され、早稲田大学雄弁会再発足[2]。

## 実績
- 1956年（昭和31年）OBの石橋湛山が内閣総理大臣に就任した。
- 1987年（昭和62年）OBの竹下登が内閣総理大臣に就任した。
- 1989年（平成元年）OBの海部俊樹が内閣総理大臣に就任した。
- 1998年（平成10年）OBの小渕恵三が内閣総理大臣に就任した。
- 2000年（平成12年）OBの森喜朗が内閣総理大臣に就任した。

## 主な出身者

### 内閣総理大臣経験者
- 石橋湛山（第55代内閣総理大臣）
- 竹下登（第74代内閣総理大臣） [3]
- 海部俊樹[4]（第76・77代内閣総理大臣。中央大学辞達学会にも所属）
- 小渕恵三（第84代内閣総理大臣）
- 森喜朗（第85・86代内閣総理大臣）

### 戦前・戦後に活動した政治家、元国会議員
- 木下尚江（足尾鉱毒問題等で論陣・社会主義運動家）
- 三木武吉（元衆議院議員）
- 大山郁夫（元衆議院議員・元雄弁会会長）
- 牧山耕蔵（元衆議院議員）
- 松村謙三（元衆議院議員・元農水大臣）
- 山道襄一（元衆議院議員）
- 田渕豊吉（元衆議院議員）
- 比佐昌平（元衆議院議員）
- 風見章（元衆議院議員・元司法大臣）
- 笹森順造（元衆議院議員・元青山学院長）
- 桜井兵五郎（元衆議院議員・元国務大臣）
- 宮澤胤勇（元衆議院議員）
- 粟山博（元衆議院議員）
- 山森利一（元衆議院議員・元呉羽町長）
- 武谷甚太郎（元衆議院議員・元石川県会議長）
- 多賀谷真稔（元衆議院副議長・元社会党書記長）
- 稲田直道（元衆議院議員）
- 鈴木茂三郎（元衆議院議員）
- 西岡竹次郎（元衆議院議員・元長崎県知事）
- 堀川恭平（元衆議院議員）
- 森下国雄（元衆議院議員）
- 中村三之丞（元衆議院議員・元運輸大臣）
- 高橋円三郎（元衆議院議員・元農水大臣）
- 田原春次（元衆議院議員）
- 村上勇（元衆議院議員・元郵政大臣）
- 稲村隆一（元衆議院議員）
- 川俣清音（元衆議院議員）
- 野田武夫（元衆議院議員・元自治大臣）
- 平野力三（元衆議院議員・元農水大臣）
- 降旗徳弥（元衆議院議員）
- 西田隆男（元衆議院議員）
- 内藤隆（元衆議院議員）
- 稲富稜人（元衆議院議員）
- 浅沼稲次郎（元衆議院議員・元社会党委員長）
- 中野正剛（元衆議院議員, ジャーナリスト）
- 永井柳太郎（元逓信大臣）
- 堤康次郎（元衆議院議長，実業家）
- 深谷隆司（元衆議院議員・元通商産業大臣）
- 緒方竹虎（元衆議院議員・元副総理）
- 三塚博（元衆議院議員・元大蔵大臣）
- 玉澤徳一郎（元衆議院議員・元農林水産大臣）
- 藤波孝生（元衆議院議員・元内閣官房長官）
- 石田博英（元衆議院議員・元運輸大臣）
- 松永光（元衆議院議員・元大蔵大臣）
- 松村謙三（元衆議院議員・元文部大臣）
- 橋本登美三郎（元衆議院議員・元運輸大臣）
- 佐藤観次郎（元衆議院議員・元衆議院議員）
- 佐藤観樹（元衆議院議員・元自治大臣）
- 斎藤隆夫（元衆議院議員・元行政調査部総裁）
- 小島静馬（元参議院議員）
- 千田正（元参議院議員・元岩手県知事）
- 三宅正一（元衆議院副議長）
- 菊池福治郎（元衆議院議員）
- 中村高一（元衆議院副議長）
- 武藤山治（元衆議院議員・元日本社会党代議士会会長）
- 高津正道（元衆議院副議長）
- 喜多壮一郎（元衆議院外務委員長）
- 金石清禅（元参議院議員・元保守党政調副会長）
- 青木幹雄（元参議院議員・元内閣官房長官）
- 西岡武夫（元参議院議長）
- 渡部恒三（元衆議院副議長）
- 吉田治（元衆議院議員）
- 小泉俊明（元衆議院議員）
- 阿知波吉信（元衆議院議員）
- 山田良司（元衆議院議員）
- 菅原一秀（元衆議院議員・元経済産業大臣）
- 荒井広幸（元参議院議員・元内閣官房参与）
- 山本有二（元衆議院議員・元農林水産大臣）
- 下村博文（元衆議院議員・元文部科学大臣）

### 現役衆議院議員
カッコ内の数字は衆議院当選回数。
- 額賀福志郎（第79代、80代衆院議長、自民党衆議院議員、元財務大臣、14）
- 岩屋毅（自民党衆議院議員、外務大臣、防衛大臣、10）
- 安住淳（立憲民主党衆議院議員、衆議院予算委員長、元財務大臣、10）
- 大島敦（立憲民主党衆議院議員、9）
- 松原仁（無所属衆議院議員、元国家公安委員会委員長、9）
- 川内博史（立憲民主党衆議院議員、8）
- 手塚仁雄（立憲民主党衆議院議員、6）
- 國場幸之助（自民党衆議院議員、5）
- 谷田川元（立憲民主党衆議院議員、4）

### 現役参議院議員
カッコ内の数字は参議院当選回数。
- 柴田巧（日本維新の会参議院議員、2）
- 長峯誠（自民党参議院議員、元宮崎県都城市市長、2）
- 小沼巧（立憲民主党参議院議員、元経済産業省通商政策課長補佐、1）

### 首長・地方議会議員
- 黒岩祐治（神奈川県知事・元キャスター）
- 水谷洋一（北海道網走市長）
- 吉田信解（埼玉県本庄市長）
- 吉田雄人（神奈川県横須賀市長）
- 齋藤淳一郎（栃木県矢板市長）
- 浅井由崇（愛知県豊橋市長）

### その他
- 三宅久之（政治評論家）
- 伊藤源太（NHKアナウンサー）
- 粕谷賢之（日本テレビ報道局長）
- 川村晃司（テレビ朝日コメンテーター）
- 船田宗男（元フジテレビ解説委員長）
- 反町理（フジテレビ 報道局解説委員長兼プライムニュース編集長）
- 新井明（元日本経済新聞社社長）
- 田勢康弘（政治ジャーナリスト）
- 宮崎吉政（政治評論家）
- 潮匡人（軍事評論家）
- 岡沢憲芙（政治学者）
- 川崎一夫（刑法学者）
- 尾崎士郎（作家）
- 豊田行二（作家）
- 神藏孝之（企業家、イマジニア株式会社代表取締役社長）
- 牛山純一（すばらしい世界旅行等ドキュメンタリー映像作家）
- 藤原保信（元早大教授・政治学者）
- 山本武彦（早大教授・現会長）
- 茅嶋洋一（予備校講師・伝習館裁判原告）
- 山田清志（東海大学学長）
- 松江英夫（デロイトトーマツグループ）

## 関連書籍
- 『実力政治家を輩出する「早大雄弁会」の研究』（大下英治 PHP研究所 1988年） ISBN 978-4569221328
- 『永田町の“都の西北”―小説早稲田大学』（上・下）（大下英治 角川文庫）